# 阿部豊
阿部 豊（あべ ゆたか、1895年〈明治28年〉2月2日 - 1977年〈昭和52年〉1月3日）は、ハリウッド無声映画期の俳優、また日本の映画監督。

## 来歴
宮城県桃生郡矢本町（現在の東松島市）の出身。仙台市立東二番丁小学校から私立東北中学に進学。1912年（大正元年）、中学を退学してロサンゼルス在住の叔父をたよって17歳で弟と渡米。特に目的があっての渡米ではなく、何となくアメリカに憧れたのだという。農家に住み込んで農作業を手伝いながら小学校へ通い、ハイスクールへ進学。友人に誘われ演劇学校に通い始め、そこで撮影所が日本人エキストラを募集していることを知り応募、早川雪洲と青木鶴子主演の『神の怒り』に端役で出演する。
それ以後、数々の映画にエキストラ出演する中で、米国在住の日本人俳優と交流するようになる。阿部は、早川・青木夫妻の居候となり、早川の求めに応じて映画の脚本を書くようになる。早川の薦めでセシル・B・デミル監督の『チート』で本格的に映画デビュー。「ジャック・アベ」、「ジャック・ユタカ・アベ」の芸名で、ハリウッド映画で活躍。トーマス・H・インス（Thomas H. Ince）、フランク・ボーゼイジ（Frank Borzage）の両監督からは演出術を学び、映画監督になるべく帰国。
1925年（大正14年）に日活大将軍撮影所に入社して『母校の為めに』で監督デビューする。翌1926年（大正15年）にはハリウッドのソフィスティケート・コメディを日本映画に移植した『足にさはつた女』を制作して、日本映画に新風を吹き込んだ。
1934年（昭和9年）8月、日活を退社した永田雅一が第一映画社を立ち上げると、阿部も合流した。
太平洋戦争中は東宝で活躍し、円谷英二の特撮を存分に生かした『燃ゆる大空』、『南海の花束』、『あの旗を撃て コレヒドールの最後』などの国策戦争映画に辣腕を振るう。
終戦直後の1948年（昭和23年）には、久板栄二郎の脚本により島崎藤村の『破戒』映画化に挑む。久しく俳優業から遠ざかっていた池部良を主演に迎え、市川崑や大日方伝なども参加したこの作品は、日本映画の復活を目指したものだったが、同年発生した東宝争議によって映画化は頓挫する。これによって阿部は東宝に見切りをつけ、新東宝に移籍することとなった。
新東宝では『細雪』、『女といふ城』などの女性映画に才能を発揮する一方、戦後史もの『私はシベリヤの捕虜だった』や、戦争大作『戦艦大和』を手掛ける。また撮影3日目で病気降板した佐分利信監督の後を継いで、二・二六事件の初映画化である『叛乱』の監督も担当している。終戦時の宮城事件を描いた1954年（昭和29年）の『日本敗れず』では、自らプロデューサーもこなし、早川雪洲に阿南惟幾陸相役（映画での役名は川浪陸相）をオファーした意欲作だったが、興行的には振るわなかった。
1955年(昭和30年)の『花真珠』を最後に新東宝を離れ、製作を再開した日活に戻る。
新東宝を離れた理由は、プロデューサーの佐川滉によれば「超A級のギャラが原因」であるという。
今東光原作の話題作『春泥尼』、小林旭主演の『二連銃の鉄』などのヒット作を量産した。しかし、阿部のオーソドックスな演出スタイルが時勢に合わなくなったうえ、石原裕次郎や小林旭といったスターを起用すれば誰が監督であっても当たるという状況になり、日活側から演出料の大幅値下げを切り出されたことを契機に1961年(昭和36年)の『いのちの朝』を最後に日活を退社。本人は完全に引退したつもりではなかったが、結果的に映画界から身を引くことになった。

## 人物・エピソード
- アメリカ帰りで「ジャック・アベ」の芸名があり、映画人仲間からは「阿部ジャッキー」の愛称で呼ばれていた。

- 昭和16年12月8日、マキノ雅弘はロケ先で小国英雄に誘われ、初めてゴルフに出かけたが、マキノが打つと阿部が「ナイスショット！」と大声を出して近づいてきた。マキノは意味が分からなかったので挨拶がてら尋ねてみると「うまい打ち方で、よく飛んだってこと」と阿部が教えてくれた。そのまま三人でゴルフを楽しんだが妙に人がおらず、三人でライスカレーを食べているときにはゴルフ場の人たちが変な目つきで見てきた。阿部ら三人は首をかしげていたが、帰り道で号外を拾って読んでみて、日本が米国に宣戦布告したことを初めて知ってびっくりしたという[8]。

- 演出センスだけでなく、ファッション・センスも垢抜けており、『戦艦大和』で助監督を務めた瀬川昌治は、阿部の第一印象を「群を抜いてお洒落な年配の紳士」、と著書に記している。瀬川が新東宝に入社した当時、阿部は明治大学野球部グラウンドの近くに住んでおり、野球好きの阿部の家を明大野球部員が訪れ、庭掃除や犬の散歩をしてアルバイト料の代わりに食事をご馳走してもらっていたという。瀬川たち新東宝の若手に対しても同様に可愛がり、「欠食児童を預かる施設の寮長といった好々爺ぶり」だったが、箸の上げ下ろしなど日常のマナーには厳しかったとしている。瀬川は、そのような「人間の基本的な端正さ」を疎かにしない阿部の姿勢が、彼の映画に見られる「格調の高さ」に表れているのだと知り、その教えを自分の支えとしていた[2]。同じく新東宝で阿部の助監督を務めた小森白によれば、スタッフや出演者が汚い格好でセットに入るのを嫌がり、草履や下駄を履いていると「クサイ！」と叱っていたという。俳優への演技指導では自ら芝居を演じて見せており、小森は「それがうまいんだ」と語っている[7]。

- 阿部の助監督を務め、『足にさわつた女』のリメイクもした市川崑は、阿部を「新しい人間のみつめかたを創造した監督」と評し、「映画づくりも日常生活もモダンで、実にスマートでした」「時代におもねらずにさっさとやめていかれた阿部さんを、さすがにスタイリストだと思ったものです」と述懐している[3]。市川と阿部は、1955年(昭和30年)に獅子文六原作の『青春怪談』を日活と新東宝で競作しており、まだ新人だった市川との競作を、ベテランであっても面目を気にして嫌がることもなく「平気でやるところに阿部豊のいいところがある」と評された[6]。

- 脚本家への指示も細かく、俳優の演技に納得がいくまで何日でも撮り直すなど、戦前から厳しい監督として知られていた[3]。新東宝では「天気」という異名を取り、金銭にも煩いと言われていたが、アメリカで身につけた合理的思考によるもので、金に汚いという意味ではなかったという。また、戦中に続いて戦後も『戦艦大和』、『日本敗れず』など戦争映画を監督したことで「ファッショ」と言われたが、それらの作品が極右的というわけではなかった[6]。

- 丹波哲郎が新東宝に入社した当時、態度が大きく挨拶もしない丹波を阿部は徹底的に嫌っていたが、『女といふ城』のクランクアップ間近に、阿部が後ろ手に持っていたべっこう飴を丹波がパクリと口で咥えて取り、驚いて振り返った阿部に丹波が微笑を返したところ、それ以後、阿部はすっかり丹波を気に入ってしまったという[2][9]。

- 俳優の御木本伸介は、立教大学在学中に知己を得ていた阿部に誘われて『戦艦大和』にエキストラとして出演。それを切っ掛けに俳優志望となり、その後も阿部の作品に出演。大学卒業後に阿部の助言で新東宝に入社、芸名も阿部が考案した[10]。

- 日活退社後しばらくして夫人がビジネスに失敗、その後、連絡先が不明になったことで、業界内では「大阪の釜ヶ崎にいる」と噂されていたが、実際にはずっと東京都内に居住していた。77歳になっていた阿部を取材したサンデー毎日の記者は、「会ってみると、あらゆる意味で、釜ヶ崎に適応できる人ではない」と、洒落た服装や阿部の物言いへの驚嘆と併せて記している。記者からこの噂話を教えられた阿部は、「随分いろんなことを言われているだろうとは思っていましたが、釜ヶ崎とはね」と笑ったという。[3]

- 私生活では、1922年(大正11年)に絵の勉強のために渡米していた日本人女性とロサンゼルスで結婚。二男一女に恵まれたが性格の不一致から1933年(昭和8年)に離婚。その後、別の女性と再婚したが離婚。1948年(昭和23年)に新東宝の女優だった29歳年下の千明みゆき(本名・阿部明子)と結婚、一男一女があり（61歳で授かった長男は2歳半で夭折）、終生連れ添った[3]。

## 作品

### 出演
- チート - The Cheat (1915)
- 桜子 - Her American Husband (1918)
- Who Is to Blame? (1918)
- Mystic Faces (1918)
- 死の連判状 - The Pagan God (1919)
- 死線の勇者 - The Tong Man (1919)
- 柳の精 - The Willow Tree (1920)
- What Ho, the Cook (1921)
- 太平洋の娘  - A Tale of Two Worlds (1921)
- 蓮華姫 - Lotus Blossom (1921)

### 監督
- 『母校の為めに』 : 1925年
- 『覇者の心』 : 1925年
- 『小品映画集 パン』 : 1925年
- 『新生の愛光』 : 1926年
- 『女房可愛や』 : 1926年
- 『雪辱の日』 : 1926年
- 『京子と倭文子』 : 1926年
- 『世界の智恵者』 : 1926年
- 『陸の人魚』 : 1926年
- 『足にさはつた女』 : 1926年
- 『新日本島』 : 1926年
- 『彼を繞る五人の女』 : 1927年
- 『旅芸人』 : 1927年
- 『人形の家』 : 1927年
- 『屍は語らず』 : 1927年

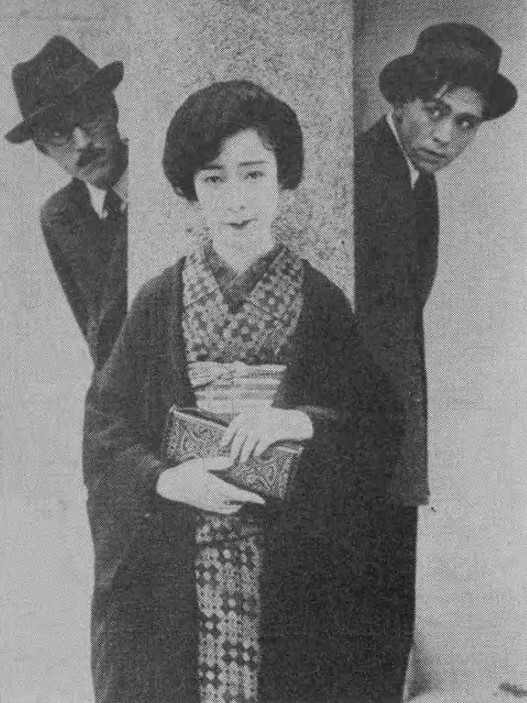
『足にさはつた女』（1926年）

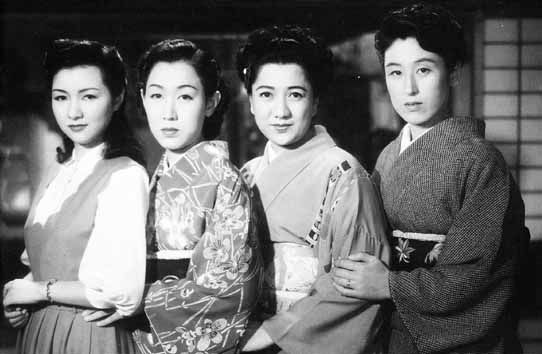
『細雪』（1950年）

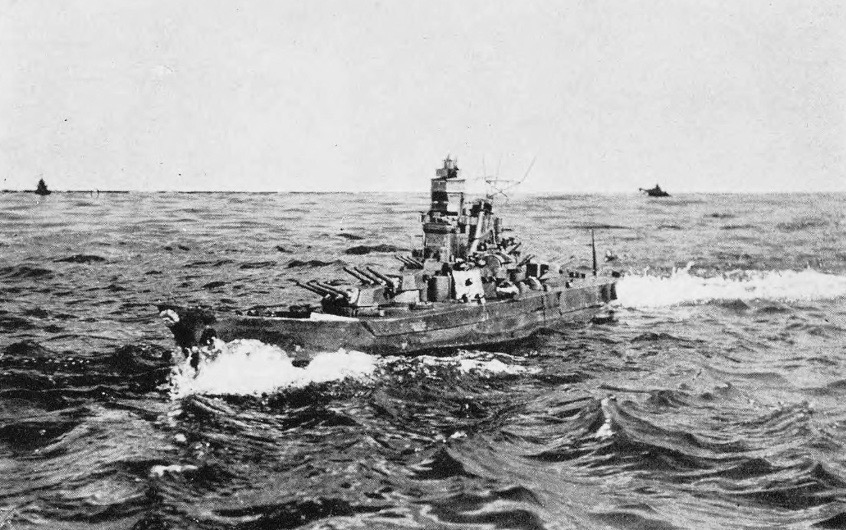
『戦艦大和』（1953年）

- 『結婚二重奏』 : 1928年 - 補導
- 『花嫁花婿再婚記』 : 1928年
- 『地球は廻る 第二部 現代篇』 : 1928年
- 『母いづこ』 : 1928年
- 『競艶女さまざま』 : 1929年
- 『からたちの花』 : 1929年
- 『蒼白き薔薇』 : 1929年
- 『非常警戒』 : 1929年
- 『女性誉』 : 1930年
- 『日本晴れ』 : 1930年
- 『母三人』 : 1930年
- 『日活オンパレード』 : 1930年
- 『日活アラモード』 : 1931年
- 『ゴールイン』 : 1931年
- 『天国の波止場』 : 1932年
- 『もだん聖書 当世立志読本巻一』 : 1932年
- 『光・罪と共に』 : 1933年
- 『須磨の仇浪』 : 1933年
- 『新しき天 前後篇』 : 1933年
- 『心の波止場』 : 1934年
- 『鉄の街』 : 1934年
- 『若夫婦試験別居』 : 1934年
- 『多情仏心』 : 1934年
- 『日像月像』 : 1935年
- 『海国大日本』 : 1935年
- 『緑の地平線 前後篇』 : 1935年
- 『白衣の佳人』 : 1936年
- 『恋愛と結婚の書 恋愛篇・結婚篇』 : 1936年
- 『十字砲火』 : 1937年
- 『太陽の子』 : 1938年
- 『吾亦紅 前篇』 : 1939年
- 『吾亦紅 後篇 戦野に咲く』 : 1939年
- 『ロッパの頬白先生』 : 1939年
- 『女の教室・学校の巻 七つの俤』 : 1939年
- 『子供と兵隊』 : 1939年
- 『女の教室 中・後篇』 : 1939年
- 『燃ゆる大空』 : 1940年
- 『南海の花束』 : 1942年
- 『あの旗を撃て コレヒドールの最後』 : 1944年
- 『歌へ! 太陽』 : 1945年
- 『僕の父さん』 : 1946年
- 『愛よ星と共に』 : 1947年
- 『破戒』 : 1948年 - 未映画化
- 『天の夕顔』 : 1948年
- 『流星』 : 1949年
- 『大都会の顔』 : 1949年
- 『細雪』 : 1950年
- 『愛染香』 : 1950年
- 『覗かれた足』 : 1951年
- 『月よりの母』 : 1951年
- 『大空の誓い』 : 1952年
- 『私はシベリヤの捕虜だった』 : 1952年
- 『乙女の本能 ボート8人娘』 : 1952年
- 『女といふ城 マリの巻・夕子の巻』 : 1953年
- 『恋人のいる街』 : 1953年
- 『戦艦大和』 : 1953年
- 『叛乱』 : 1954年 - 佐分利信の後継監督
- 『春色お伝の方』 : 1954年
- 『日本敗れず』 : 1954年
- 『青春怪談』 : 1955年
- 『花真珠』 : 1955年
- 『第8監房』 : 1956年
- 『色ざんげ』 : 1956年
- 『肉体の密輸』 : 1956年
- 『最後の突撃』 : 1957年
- 『マダム』 : 1957年
- 『素足の娘』 : 1957年
- 『雌花』 : 1957年
- 『春泥尼』 : 1958年
- 『運河』 : 1958年
- 『銀座の砂漠』 : 1958年
- 『大阪の風』 : 1958年
- 『仮面の女』 : 1959年
- 『二連銃の鉄』 : 1959年
- 『浮気の季節』 : 1959年
- 『傷だらけの掟』 : 1960年
- 『静かな脱獄者』 : 1960年
- 『大出世物語』 : 1961年
- 『いのちの朝』 : 1961年